# 金井町 (横浜市)
金井町（かないちょう）は横浜市栄区の町名。丁番を持たない単独町名である。住居表示未実施。

## 地理
栄区の西部、柏尾川右岸に位置し、北は戸塚区戸塚町、東は柏尾川を挟み栄区飯島町、南は栄区田谷町、西は戸塚区小雀町・原宿に接する。南東部に光ケーブルなどの製造を行う住友電気工業横浜製作所、その北側にはテニスコートや軟式野球場を備える金井公園、西側には県立金井高校がある。
柏尾川沿いの金井遊水池はバードウォッチングスポットとなっており、カルガモやハクセキレイ、カワセミ、イソシギなどが観察できる。

### 字
守屋、越ノ根、辻ノ前、家下、十二天前、大黒面、水尻、井戸田、柳町、一丁田、島畑、亀ノ甲山、東ノ根、辻ノ上、谷村、東谷、西谷、谷山、内田、向ノ根

## 歴史
かつては鎌倉郡金井村であったが、1889年（明治22年）、町村制施行の際に田谷・長尾台・小雀の各村と合併、長尾村となる。1915年（大正4年）に長尾村のうち旧小雀村を除く部分が豊田村と合併。1939年（昭和14年）4月1日に横浜市戸塚区に編入され、戸塚区金井町が新設された。1961年に住友電気工業が、1964年には東北金属工業（現・トーキン）が進出。1981年、東北金属工業移転後の跡地が金井公園となる。
1986年（昭和61年）11月3日に、分区により栄区金井町となるが、同じく金井町の一部を戸塚町に編入された。1987年（昭和62年）6月15日に、金井町の一部を戸塚区原宿町に編入された。森鴎外の小説『佐橋甚五郎』の題材はこの地の領主の一族である。

## 世帯数と人口
2025年（令和7年）6月30日現在（横浜市発表）の世帯数と人口は以下の通りである。
| 町丁   | 世帯数  | 人口  |
| ------ | ------- | ----- |
| 金井町 | 242世帯 | 483人 |

### 人口の変遷
国勢調査による人口の推移。
| 年                 | 人口 |
| ------------------ | ---- |
| 1995年（平成7年）  | 742  |
| 2000年（平成12年） | 684  |
| 2005年（平成17年） | 505  |
| 2010年（平成22年） | 465  |
| 2015年（平成27年） | 445  |
| 2020年（令和2年）  | 479  |

### 世帯数の変遷
国勢調査による世帯数の推移。
| 年                 | 世帯数 |
| ------------------ | ------ |
| 1995年（平成7年）  | 407    |
| 2000年（平成12年） | 361    |
| 2005年（平成17年） | 203    |
| 2010年（平成22年） | 173    |
| 2015年（平成27年） | 171    |
| 2020年（令和2年）  | 202    |

## 学区
市立小・中学校に通う場合、学区は以下の通りとなる（2024年11月時点）。
| 番地 | 小学校             | 中学校               |
| ---- | ------------------ | -------------------- |
| 全域 | 横浜市立千秀小学校 | 横浜市立南戸塚中学校 |

## 事業所
2021年（令和3年）現在の経済センサス調査による事業所数と従業員数は以下の通りである。
| 町丁   | 事業所数 | 従業員数 |
| ------ | -------- | -------- |
| 金井町 | 34事業所 | 660人    |

### 事業者数の変遷
経済センサスによる事業所数の推移。
| 年                 | 事業者数 |
| ------------------ | -------- |
| 2016年（平成28年） | 48       |
| 2021年（令和3年）  | 34       |

### 従業員数の変遷
経済センサスによる従業員数の推移。
| 年                 | 従業員数 |
| ------------------ | -------- |
| 2016年（平成28年） | 609      |
| 2021年（令和3年）  | 660      |

## 交通
町内に鉄道駅や国道・県道はなく、戸塚駅と大船駅とを結ぶ神奈川中央交通の路線バスが走る。

## 施設
- 神奈川県立金井高等学校
- 金井公園
- 株式会社共同本社・横浜営業所
- 金井自動車工業株式会社

## その他

### 日本郵便
- 郵便番号 : 244-0845[3]（集配局：戸塚郵便局[23]）

### 警察
町内の警察の管轄区域は以下の通りである。
| 番・番地等 | 警察署   | 交番・駐在所 |
| ---------- | -------- | ------------ |
| 全域       | 栄警察署 | 豊田交番     |